# Internationaux de Tennis de Vendée 2022
L'Internationaux de Tennis de Vendée 2022 è stato un torneo maschile tennis professionistico. È stata la 9ª edizione del torneo, facente parte della categoria Challenger 90 nell'ambito dell'ATP Challenger Tour 2022, con un montepremi di 67 960 €. Si è svolto dal 3 al 9 ottobre 2022 sui campi in cemento del Vendéspace di Mouilleron-le-Captif, in Francia.

## Partecipanti

### Teste di serie
| Nazionalità | Giocatore         | Ranking* | Testa di serie |
| ----------- | ----------------- | -------- | -------------- |
| Rep. Ceca   | Jiří Lehečka      | 74       | 1              |
| Stati Uniti | Jeffrey John Wolf | 75       | 2              |
| Francia     | Hugo Gaston       | 81       | 3              |
| Francia     | Richard Gasquet   | 83       | 4              |
| Francia     | Quentin Halys     | 84       | 5              |
| Francia     | Hugo Grenier      | 97       | 6              |
| Slovacchia  | Norbert Gombos    | 98       | 7              |
| Rep. Ceca   | Tomáš Macháč      | 107      | 8              |

* Ranking al 26 settembre 2022.

### Altri partecipanti
I seguenti giocatori hanno ricevuto una wild card per il tabellone principale:
- Arthur Fils
- Vasek Pospisil
- Clément Tabur

I seguenti giocatori sono entrati in tabellone come alternate:
- Arthur Cazaux
- Vitaliy Sachko

I seguenti giocatori sono passati dalle qualificazioni:
- Jurgen Briand
- David Poljak
- Alexis Gautier
- Mathias Bourgue
- Valentin Royer
- Jules Marie

Il seguente giocatore è entrato in tabellone come lucky loser:
- Kenny de Schepper

## Campioni

### Singolare
Jelle Sels ha sconfitto in finale  Vasek Pospisil con il punteggio di 6–4, 6–3.

### Doppio
Sander Arends /  David Pel hanno sconfitto in finale  Purav Raja /  Divij Sharan con il punteggio di 6(1)–7, 7–6(6), [10–6].